# ジョン・ヴィジー (初代ナップトン男爵)
初代ナプトン男爵ジョン・デニー・ヴィジー（英語: John Denny Vesey, 1st Baron Knapton、1709年頃 – 1761年6月25日）は、アイルランド王国の政治家、貴族。

## 生涯
初代準男爵サー・トマス・ヴィジーとメアリー・マスチャンプ（Mary Muschamp）の息子として、アビーリーシュで生まれた。1727年7月3日、オックスフォード大学クライスト・チャーチに入学した。1730年8月6日に父から準男爵の爵位を継承した。
1727年から1750年までニュータウナーズ選挙区の代表としてアイルランド庶民院を務め、1750年4月10日にリーシュ県のナプトン男爵に叙され、12日にアイルランド貴族院議員に就任した。
1761年6月25日に死去、息子トマスが爵位を継承した。

## 家族
1732年5月15日、エリザベス・ブラウンロー（Elizabeth Brownlow、1786年没、ウィリアム・ブラウンローの娘）と結婚、1男3女をもうけた。
- エリザベス（1732年ごろ – 1821年4月4日） - ロバート・ハンドコック（英語版）と結婚。1762年10月27日、エドモンド・セクストン・ペリー（のちの初代ペリー子爵）と再婚、子供あり[4]
- トマス（1735年ごろ – 1804年10月13日） - 第2代ナップトン男爵、初代ド・ヴェシー子爵
- アン（1803年10月14日没） - 1753年8月25日、トマス・ノックス（のちの初代ノースランド子爵）と結婚、子供あり[5]
- ジェーン（1822年没） - 1776年2月29日、第7代準男爵サー・ロバート・ステイプルズ（1740年8月1日 – 1816年）と結婚[6]